# Federació de Futbol del Tadjikistan
La Federació de Futbol del Tadjikistan, també coneguda per les sigles FFT (en anglès: Football Federation of Tadjikistan, en tadjik: Федеросиюни футболи Тоҷикистон) és l'òrgan de govern del futbol de la república del Tadjikistan. Va ser fundada l'any 1936 com una subfederació de la Unió Sovietica amb el nom deTajikistan National Football Federation. Ja com a país independent, l'any 1993 va afiliar-se a la Confederació Asiàtica de Futbol (AFC) i el 1994 a la Federació Internacional de Futbol Associació (FIFA).
El 9 de juny de 2014, la FFT va ser una de les federacions fundadores de l'Associació de Futbol de l'Àsia Central (CAFA), una de les cinc zones geogràfiques en què està dividida l'AFC.
La FFT és la responsable d'organitzar el futbol de totes les categories, tant masculines com femenines, inclosos el futbol sala i les respectives seleccions nacionals.
El 1992, la FFT va crear la Lliga tajik de futbol que és la principal competició del país, la disputen deu equips i dona continuïtat a la lliga de l'època soviètica que es jugava des de 1937.
El mateix any també es va crear laTajikistan First League i laTajikistan Second League, que són la segona i tercera competició més importants.
El 17 de juny de 1992, la Selecció de futbol de Tadjikistan va jugar contra la selecció de l'Uzbekistan el seu primer partit oficial com a país independent.